# تضيق البواب
تضيق البواب (بالإنجليزية: Pyloric stenosis)‏ (تضيق البواب الطفلي أو تضيق البواب الضخامي) هي حالة يتم فيها قذف قيء في الأشهر القليلة الأولى من الحياة. هناك تضييق (تضيق) لفتح من المعدة إلى الجزء الأول من الأمعاء الدقيقة المعروفة باسم الإثني عشر، وذلك بسبب توسع (تضخم) من العضلات المحيطة بهذه الافتتاحية (بوابة المعدة، ومعنى "البوابة")، الذي تشنجات عندما إفراغ المعدة. ويرى هذا تضخم تقليديا باعتبارها كتلة زيتون على شكل في الجزء العلوي الأوسط أو الربع العلوي الأيمن من البطن الرضيع. في تضيق البواب، فمن غير المؤكد ما إذا كان هناك تضييق حقيقي الخلقية أو ما إذا كان هناك تضخم وظيفي من العضلة العاصرة البوابية. هذا الشرط يتطور عادة في الأطفال الذكور في الأسابيع 2-6 الأولى من الحياة.
تضيق البواب تحدث أيضا لدى البالغين حيث يكون السبب عادة ما يكون البواب ضاقت بسبب تندب من تقرحات هضمية مزمنة. هذا هو حالة مختلفة عن الشكل الطفلي

## العلامات والأعراض
تظهر الأعراض على الأطفال المصابين بهذه الحالة خلال الأسابيع أو الأشهر الأولى من الحياة على صورة إقياءات تسوء تدريجيًا. تتصف الإقياءات بكونها غير صفراوية (لا تحوي على الصفراء) وقذفية، إشارة إلى أنها إقياءات قوية يكون الدفع فيها أشد من الإقياءات الطبيعية المشاهدة في هذه السن (المنعكس المريئي المعدي). يكون بعض الأطفال سيئي التغذية وفاقدي الوزن ويحافظ آخرون على كسب الوزن الطبيعي. يحدث التجفاف الذي يُسبّب بكاء الطفل دون دموع وانخفاض عدد مرات تبديل الحفاض بسبب عدم التبول لساعات أو أيام. تبدأ الأعراض عادة بين الأسبوع الثالث والأسبوع الثاني عشر من الحياة. تتضمن الموجودات الامتلاء المعدي وتمعّجات مرئية في القسم العلوي من البطن من يسار الشخص إلى يمينه. يُعد الجوع المستمر والتجشؤ والمغص علامات محتملة أخرى توحي بأن الطفل لا يتغذى بشكل مناسب.

## الأسباب
يبدو أن تضيق البواب متعدد الأسباب، أسبابه جينية وبيئية. يحدث بنسبة أكبر بأربعة أضعاف عند الأولاد الذكور. وأشيع عند المولود الأول. وبشكل نادر، يمكن أن يحدث التضيق البوابي الطفلي نتيجة وراثة جسمية سائدة.
ليس من المؤكد ما إذا كان المرض ناجمًا عن تضيق تشريحي خلقي أو عن ضخامة وظيفية في العضلة المُصرة البوابية.

## الآلية المرضية
يعيق انسداد المخرج المعدي نتيجة ضخامة البواب إفراغ محتوى المعدة في العفج (الإثني عشري). نتيجة ذلك، سيخرج كل الطعام المتناول والمفرزات المعدية عن طريق الإقياء، والذي قد يكون ذا طبيعة قذفية. وبينما يبقى السبب الدقيق للتضخم غير معروف، اقترحت دراسة أن فرط الحموضة عند حديثي الولادة قد يكون عاملًا متورطًا في الإمراضية. خضع هذا التفسير الفيزيولوجي المرضي لتطور تضخم البواب السريري قرابة الأسبوع الرابع من العمر وشفاؤه التلقائي طويل الأمد إذا عولج باستخدام الأساليب المحافظة غير الجراحية، خضع للمراجعة مؤخرًا.
ينتج عن الإقياء المستمر خسارة الحمض المعدي (حمض كلور الماء). لا تحتوي المواد المطروحة في القيء على الصفراء لأن الانسداد البوابي يمنع دخول محتويات العفج (الحاوية على الصفراء) إلى المعدة. تؤدي خسارة شوارد الكلور إلى انخفاض مستوى شوارد الكلور في الدم ما يعطل قدرة الكليتين على طرح البيكربونات. وهو العامل الذي يمنع تصحيح القلاء فينتج القلاء الاستقلابي.
يتطور أيضًا فرط ألدوستيرونية ثانوي نتيجة انخفاض حجم الدم. يؤدي ارتفاع مستوى الألدوستيرون إلى احتباس الصوديوم من قبل الكليتين (لمعاوضة نقص الحجم الوعائي )، وطرح كميات متزايدة من البوتاسيوم في البول (ما ينتج عنه انخفاض بوتاسيوم الدم).
الاستجابة المعاوضة للقلاء الاستقلابي في الجسم هي نقص التهوية المؤدي إلى ارتفاع الضغط الجزئي لثنائي أكسيد الكربون في الدم الشرياني.